# 屈斜路原野ユースゲストハウス
屈斜路原野ユースゲストハウス（くっしゃろげんやユースゲストハウス）は、日本ユースホステル協会に加盟している、北海道弟子屈町屈斜路原野に位置するユースゲストハウス。屈斜路湖にほど近いほか、東方にも摩周湖がある。周辺環境を生かし浴場は天然温泉となっているほか、コタン温泉露天風呂への無料案内も行う。

## 概要
建物は建築デザイナーである荒木毅の設計により1993年に建てられたもので、教会堂をモチーフにしたデザイナーズホテルを名乗っている。アーチ形天井、高い天窓、磨き上げられたフローリングなどの内装が特徴的で、ロンリープラネットの "JAPAN" の巻では「内装、外装共に、素晴らしい建築」と評価された。なお、客室はロフト風である。
食事は、料亭やホテルで和食を学んだ元板前のオーナーが手がけ、エゾシカ料理も提供している。このシカ肉料理が好評であったことから、2008年2月には施設内に昼食専門のレストランが開店、根室名物エスカロップを元にオーナーが考案した鹿肉料理「エシカロップ」は北海道ローカルの情報番組でも「隠れたB級グルメ」として取り上げられた。
また、周辺に体験観光施設が多くあり、ガイドつきのツアーやアウトドアのプログラムが充実している。自動車を持たないツーリストのため、最寄りの摩周駅まで、英語を話せるスタッフが自動車での送迎を行っている。

## カヌー転覆事故
2003年6月、このユースホステルの屈斜路湖カヌーツアーにおいてカヌー2隻が転覆して死傷者が発生する事故が起こり、施設は一時休業となった。

## 休館
12月1日 - 20日、4月8日 - 25日

## アクセス
- 釧網線摩周駅下車、送迎車にて20分（前日要連絡）

## 参考資料
- 『全国ユースホステルの旅』 実業之日本社 2008年 ISBN 978-4-408-05248-9
- 日本ユースホステル協会内ページ 屈斜路原野ゲストハウス - 施設情報諸元について
- 屈斜路原野ユースゲストハウス 公式サイト - 施設情報諸元について等